# Juozas-Naujalis-Musikgymnasium Kaunas
Das Juozas-Naujalis-Musikgymnasium Kaunas (Kauno Juozo Naujalio muzikos gimnazija) ist ein Musikgymnasium in der zweitgrößten litauischen Stadt Kaunas.

## Geschichte
1919 gründete Komponist Juozas Naujalis eine private Musikschule im Saulės-Palast eines Bildungsvereins. Oktober 1920 wurde die Schule verstaatlicht und Valstybės Muzikos mokykla genannt. 1994 wurde Juozo Naujalio muzikos vidurinė mokykla zum Gymnasium. Die Schule befindet sich im Gebäude des ehemaligen Jüdischen Realgymnasiums Kaunas.

## Schüler
- Vilhelmas Čepinskis (* 1977), Geiger
- Donatas Katkus (* 1942), Altist, Professor, Dirigent
- Radvilė Morkūnaitė-Mikulėnienė (* 1984), Politikerin, Europarlamentarin, Seimas-Vizepräsidentin, Ministerin für Bildung, Wissenschaft und Sport
- Rokas Zubovas (* 1966), Pianist